# Claude Witz
Claude Witz (Estrasburgo, 20 de setembro de 1949) é um professor e jurista francês, mais conhecido por atuar nas áreas de direito privado francês e Direito comparado franco-alemão.  

## Biografia
Professor Dr. Claude Witz nasceu no dia 20 de setembro de 1949, em Estrasburgo. Após formar-se do segundo grau, estudou direito na Faculdade de Direito e Economia de sua cidade natal. Em junho de 1971, obteve sua licença de professor de direito e trabalhou como assistente após formar-se em dois cursos de nível superior, em direito privado e em direito penal. Em 1979 formou-se de seu doutorado em Estrasburgo com uma tese sobre as instituições de truste no direito Francês, e em 1980 foi aprovado na prova seletiva para sua especialização acadêmica (agrégation) em direito privado, criminal, e em processos civis. Foi posteriormente nomeado professor da Universidade de Saarland, na cadeira de direito francês privado, que estava desocupada havia doze anos.
Durante quase 37 anos, o professor Claude Witz trabalhou em Saarbrücken como professor e pesquisador dedicadamente, e foi co-diretor durante muito tempo, junto aos professores André Legrand, Christian Autexier, e atualmente com o professor Philippe Cossalter, sendo reconhecido como um dos responsáveis pela criação do Centro Jurídico Franco-Alemão, onde hoje é diretor. Sua pesquisa focou nos deveres do Código de Obrigações Francês, no direito comparado franco-alemão, direito comercial internacional, e aspectos da ‘harmonização jurídica”. Também foi membro da Terceira Comissão Lando sobre os Princípios do Direito de Contratos Europeu (PECL), onde foi o co-relator sobre a pluralidade de devedores e credores.
Atualmente (Julho de 2018), ele participa de um projeto para reformar o direito de contratos francês, à pedido da Académie des Sciences Morales, de Paris.
Além disso, é membro de vários grupos internacionais, incluindo a Comissão das Nações Unidas sobre Direito Comercial Internacional (UNCITRAL), é editor e contribuinte de jornais e revistas renomados, e é membro de várias sociedades profissionais Alemãs e Francesas. Suas conquistas científicas foram reconhecidas em novembro de 2009 com um título de Doctor Honoris Causa da Faculdade de Direito da Universidade de Basileia.

## Publicações
· Le Droit Allemand (O Direito Alemão)
· 60 ans d'influences juridiques réciproques franco-allemandes (60 anos de influências recíprocas jurídicas Franco-Alemãs)
· Code Civil Allemand (Código Civil Alemão)
· La réforme du droit allemand des obligations (A Reforma do direito de obrigações Alemão)
· Les premières applications jurisprudentielles du droit uniforme de la vente internationale (As primeiras aplicações de jurisprudência do direito uniforme de venda internacional)
· Convention de Vienne sur les contrats de vente internationale de marchandises 2008 (Convenção de Viena sobre os contratos de venda internacional de mercadorias 2008)